# Gargaphia oregona
Gargaphia oregona är en insektsart som beskrevs av Drake och Hurd 1945. Gargaphia oregona ingår i släktet Gargaphia och familjen nätskinnbaggar. Inga underarter finns listade i Catalogue of Life.